# Festival

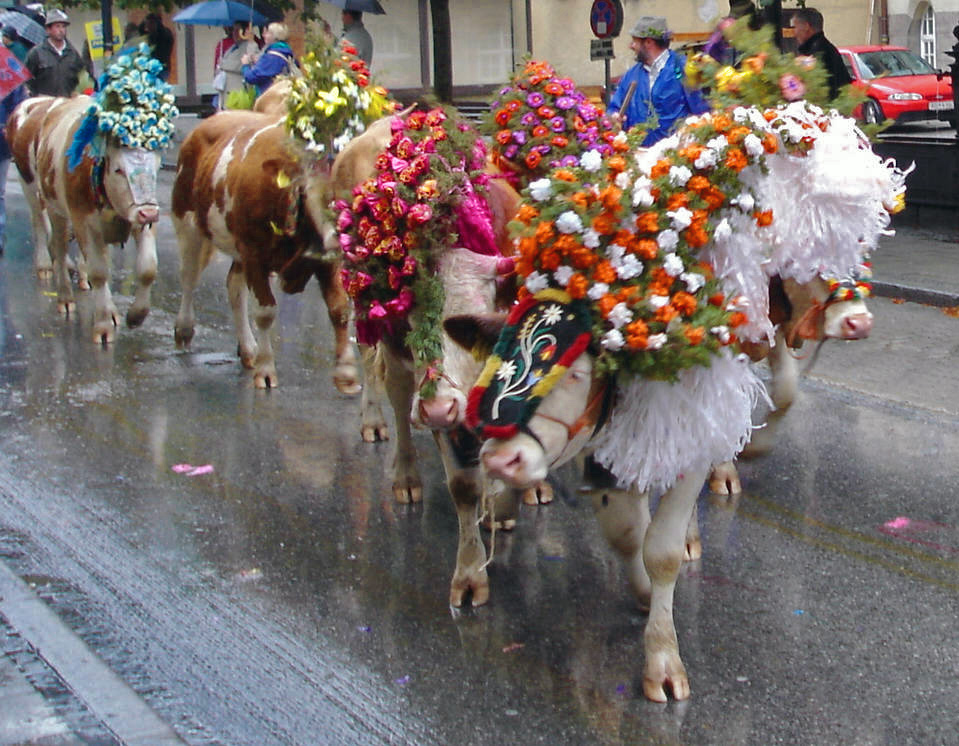
Almabtrieb en Kufstein, Austria.

Un festival, festividad o fiesta es un evento generalmente celebrado por una comunidad y que gira sobre algún aspecto característico de esa comunidad y su religión o cultura. A menudo se celebra como una fiesta local o nacional. Un festival constituye un caso típico de glocalización, así como de interrelación entre distintos estratos culturales de un pueblo.  Junto a la religión y el folclore, un origen importante de los festivales es agrícola. Los alimentos son un recurso tan vital que muchas fiestas están asociadas a la época de cosecha. La conmemoración religiosa y el agradecimiento por las buenas cosechas se mezclan en eventos que tienen lugar en otoño, como Halloween en el hemisferio norte y Pascua en el sur.
La raíz de la palabra Fest deriva del alemán fest. Actualmente muchos festivales utilizan esta frase , fest, como por ejemplo el celebrado por Liverpool en la Ciudad de México, Fashion fest, o el celebrado en verano, Verano fest.
En la mitología, un festival es también un conjunto de celebraciones en honor a los dioses.

## Etimología

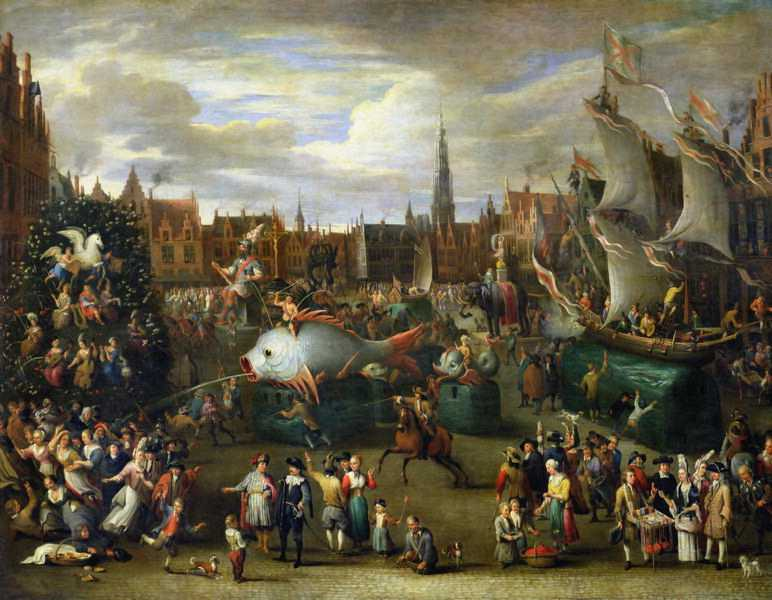
Un festival en Amberes, Bélgica, siglo XVII

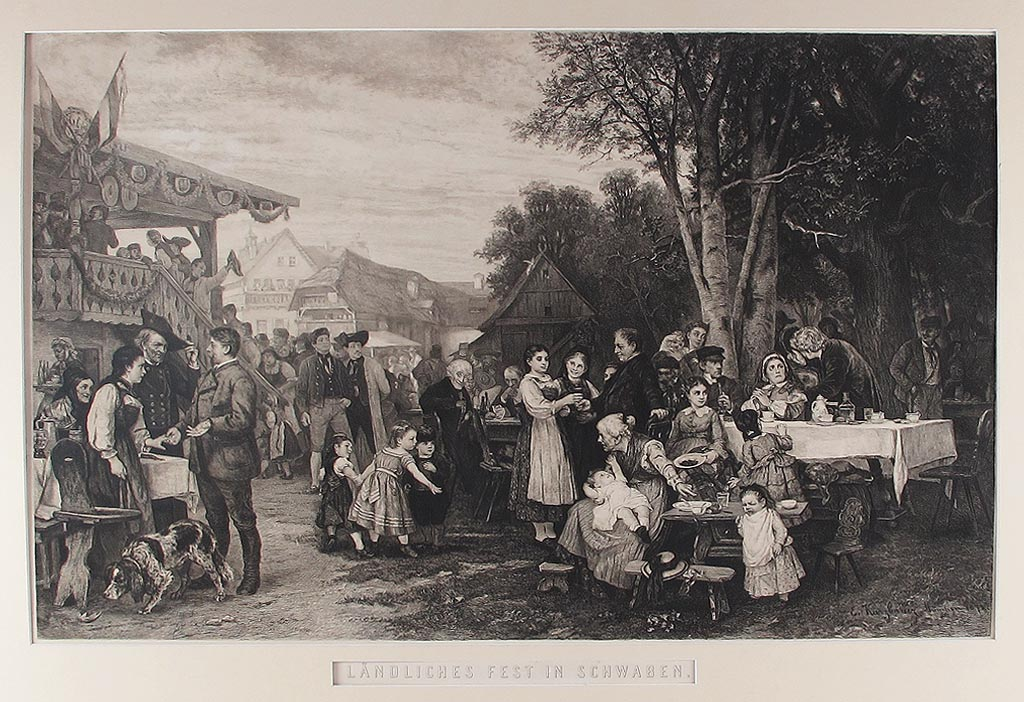
Festival campestre en Suabia.

La palabra "festival" se usó originalmente como un adjetivo de finales del siglo XIV, derivado del latín a través del francés antiguo. En inglés medio, un "festival dai" era una fiesta religiosa. Su primer uso registrado como sustantivo fue en 1589 (como "Festifall"). La palabra "feast" se empezó a usar como sustantivo en Inglaterra alrededor del año 1200,  y su primer uso registrado como verbo fue alrededor del año 1300.  El término "fiesta" también se usa en el lenguaje secular común como sinónimo de cualquier gran cena o comida elaborada. Cuando se usa como en el significado de un festival, en lugar de un festival de cine o arte. En Filipinas y muchas otras antiguas colonias españolas, la palabra española fiesta se usa para denotar una fiesta religiosa comunitaria en honor a un santo patrón.
La palabra gala proviene de la palabra árabe khil'a , que significa túnica de honor. La palabra gala se usó inicialmente para describir "vestimenta festiva", pero se convirtió en sinónimo de festival a partir del siglo XVIII.

## Tradiciones

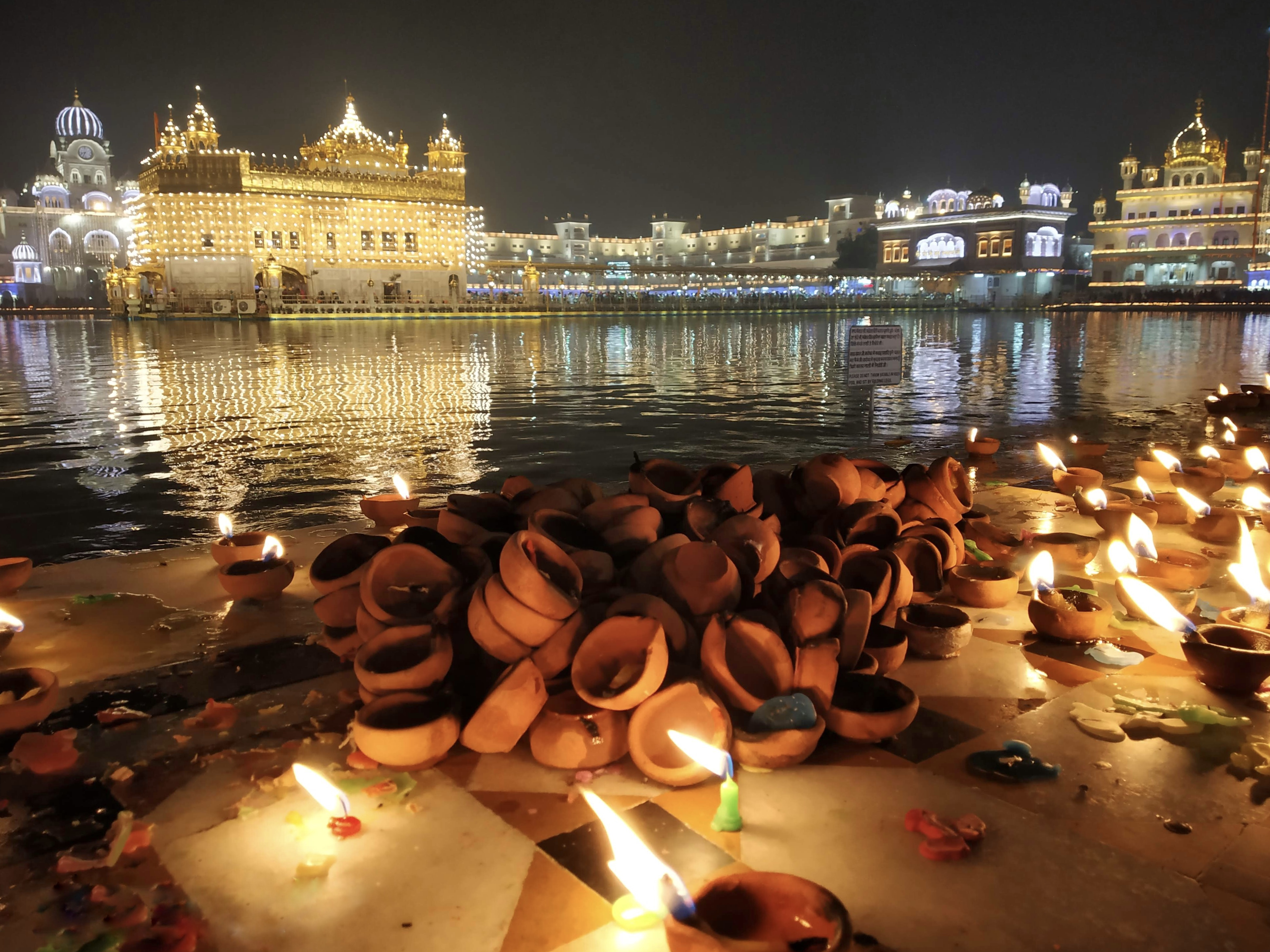
Festival de luces en el templo Amritsar durante Diwali en Punjab, India.

Muchos festivales tienen orígenes religiosos y entrelazan el significado cultural y religioso en las actividades tradicionales. Los festivales religiosos más importantes como Navidad, Rosh Hashaná, Diwali, Eid al-Fitr y Eid al-Adha sirven para marcar el año. Otros, como los festivales de la cosecha, celebran el cambio estacional. Los eventos de importancia histórica, como importantes victorias militares u otros eventos de construcción nacional, también proporcionan el ímpetu para un festival. Un ejemplo temprano es el festival establecido por el antiguo faraón egipcio Ramsés III para celebrar su victoria sobre los libios. En muchos países, las fiestas reales conmemoran eventos dinásticos del mismo modo que las fiestas agrícolas se tratan de cosechas. Los festivales a menudo se conmemoran anualmente.
Existen numerosos tipos de festivales en el mundo y la mayoría de los países celebran eventos o tradiciones importantes con eventos y actividades culturales tradicionales. La mayoría culmina en el consumo de alimentos especialmente preparados (que muestran la conexión con el "banquete") y unen a las personas. Los festivales también están fuertemente asociados con las fiestas nacionales. Se publican listas de festivales nacionales para facilitar la participación.

## Tipos de festivales y fiestas

### Festividades religiosas
En muchas religiones, una fiesta es un conjunto de celebraciones en honor a Dios o dioses. Una fiesta y un festival son términos históricamente intercambiables. La mayoría de las religiones tienen festividades que se repiten anualmente y algunas, como la Pascua, la Pascua y el Eid al-Adha son fiestas móviles, es decir, aquellas que se determinan según los ciclos lunares o agrícolas o el calendario en uso en ese momento. La fiesta Sed, por ejemplo, se celebraba el trigésimo año de gobierno de un faraón egipcio y después cada tres (o cuatro en un caso) años. Entre el Ashantis, la mayoría de sus fiestas tradicionales están vinculadas a lugares de gaceta que se creen sagrados con varios recursos biológicos ricos en sus formas prístinas. Así, la conmemoración anual de los festivales ayuda a mantener el dinamismo del lugar natural conservado, contribuyendo a la conservación de la biodiversidad.
En el calendario litúrgico cristiano, hay dos fiestas principales, conocidas propiamente como la Fiesta de la Natividad del Señor (Navidad) y la Fiesta de la Resurrección (Pascua), pero en casi todos los países de influencia cristiana se celebran festividades en honor a los santos patronos locales. En los calendarios litúrgicos de la Iglesia Católica, de la Iglesia Ortodoxa Oriental y la Iglesia Anglicana hay un gran número de fiestas menores a lo largo del año que conmemoran santos, acontecimientos sagrados o doctrinas. En Filipinas, cada día del año tiene al menos una fiesta religiosa específica, ya sea de origen católico, islámico o indígena.
En Sri Lanka y Tailandia se celebran festivales religiosos budistas, como el Kandy Esala Perahera. Los festivales hindúes, como Holi, son muy antiguos. La comunidad Sikh celebra el festival Vaisakhi que marca el año nuevo y el nacimiento del Khalsa.
|                                           |
| Limpieza para preparar la Pascua (c.1320) |

|                                                           |
| Niños celebrando Holi "el festival de los colores", India |

|                                                                                |
| Una misa de Navidad en la Basílica de la Natividad, en Belén, Palestina (1979) |

|                                       |
| Moros y Cristianos en Villena, España |

|                                                             |
| Decoración del dios Krishna en el Krishnastami en la India. |

### Festivales de arte
Entre los numerosos vástagos de los festivales artísticos generales también hay tipos de festivales más específicos, incluidos los que muestran logros intelectuales o creativos, como los festivales de ciencias, los festivales literarios y los festivales de música. Las subcategorías incluyen festival de comedias, festivales de rock, festivales de jazz y festivales de músicos callejeros; festivales de poesía festival de teatro, y festival de cuentos; y festivales de recreación como la feria del Renacimiento. En Filipinas, aparte de los numerosos festivales de arte repartidos a lo largo del año, febrero es conocido como el mes nacional de las artes, la culminación de todos los festivales de arte de todo el archipiélago.
Los festivales de cine implican la proyección de varias películas diferentes, y suelen celebrarse anualmente. Algunos de los festivales de cine más importantes son el Festival Internacional de Cine de Berlín, el Festival de Cine de Venecia y el Festival de Cine de Cannes. Con la creciente importancia de la digitalización, uno de los festivales de cine en línea es Best Istanbul Film Festival.
|                                   |
| Pushkin Festival de Poesía, Rusia |

|                                                                                                  |
| Estudio de televisión en el Hôtel Martinez durante el Festival de Cine de Cannes, Francia (2006) |

|                                                                           |
| La ceremonia de apertura del Festival de Woodstock, Estados Unidos (1969) |

### Festival gastronómico
Un festival de comida es un evento que celebra la comida o la bebida. Suelen destacar la producción de los productores de una determinada región. Algunos festivales gastronómicos se centran en un alimento concreto, como el National Peanut Festival de Estados Unidos o el Galway International Oyster Festival de Irlanda. También hay festivales específicos de bebidas, como el famoso Oktoberfest en Alemania para la cerveza. Muchos países celebran festivales para celebrar el vino. Un ejemplo es la celebración mundial de la llegada del Beaujolais nouveau, que consiste en el envío del nuevo vino por todo el mundo para su fecha de salida al mercado el tercer jueves de noviembre de cada año. Tanto el Beaujolais nouveau como el vino de arroz japonés sake se asocian con la época de la cosecha. En Filipinas, hay al menos doscientos festivales dedicados a la comida y la bebida.
|                                            |
| Soweto Festival del Vino, Sudáfrica (2009) |

|                   |
| Holi India (2011) |

|                            |
| La Tomatina, España (2014) |

|                                                                                  |
| Carro de caballos de la cervecería Hofbräuhaus en el Oktoberfest Alemania (2013) |

### Festividades estacionales y de la cosecha
Las fiestas estacionales, como Beltane, están determinadas por el solar y el calendario lunar y por el ciclo de las estaciones, especialmente por su efecto en el suministro de alimentos, por lo que existe una amplia gama de «fiestas de la cosecha» antiguas y modernas. Los antiguos egipcios dependían de las inundaciones estacionales causadas por el río Nilo, una forma de irrigación, que proporcionaba tierras fértiles para los cultivos. En los Alpes, en otoño se celebra el regreso del ganado de los pastos de montaña a los establos del valle como Almabtrieb. Un festival de invierno reconocido, el Año Nuevo Chino, está fijado por el calendario lunar, y se celebra a partir del día de la segunda luna nueva después del solsticio de invierno. El Festival del Dree de los apatanis que viven en el distrito de Lower Subansiri, en Arunachal Pradesh, se celebra todos los años del 4 al 7 de julio rezando por una cosecha abundante.
La Fiesta de San Juan, es un ejemplo de fiesta estacional, relacionada con el festejo de un santo cristiano, así como una celebración del momento del solsticio de verano en el hemisferio norte, donde es especialmente importante en Suecia. Los carnavales de invierno también ofrecen la oportunidad de celebrar actividades creativas o deportivas que requieren nieve y hielo. En Filipinas, cada día del año tiene al menos un festival dedicado a la recolección de cosechas, peces, crustáceos, leche y otros productos locales.
|                              |
| Festival del Templo en India |

|                                                                                                 |
| Festival de Linternas, Château de Montsoreau-Museo de Arte Contemporáneo, en el Valle del Loira |

|                                                             |
| Baile de mediados del verano por Anders Zorn, Suecia (1897) |

|                                               |
| Festival Tanabata del verano en Sendai, Japón |

|                                                                     |
| Gran Desfile en el Show Real de Pascuas en Sídney, Australia (2009) |

| |
| Las calabazas de Halloween muestra la estrecha relación entre una cosecha y las fiestas religiosas |

## Política
La literatura académica señala que los festivales difunden funcionalmente valores y significados políticos, como la propiedad del lugar, que sufre una transformación en función del festival. Además, un festival puede actuar como un artefacto que permite a los ciudadanos alcanzar "ciertos ideales", incluidos los de identidad e ideología. [Los festivales pueden servir para rehabilitar o elevar la imagen de una ciudad; lo efímero de los festivales hace que su impacto sea a menudo incorpóreo, de nombre, memoria y percepción.  Al desviarse de la rutina, los festivales pueden reforzar las convenciones, ya sean sociales, culturales o económicas.